# Zdobycie Peskadorów
Zdobycie Peskadorów – japońska operacja przeprowadzona w dniach 23–26 marca 1895 przeciw siłom chińskim, stacjonującym na archipelagu Penghu, w Cieśninie Tajwańskiej. Jej celem było przerwanie łączności pomiędzy kontynentem a wyspą Tajwan, która miała być kolejnym celem japońskiego ataku. Atak zakończył się sukcesem, przy minimalnych stratach napastników. Było to ostatnie starcie wojny chińsko-japońskiej (operacja przeciw Tajwanowi toczyła się już po zawarciu pokoju i formalnie siły cesarstwa chińskiego nie brały w niej udziału).
Strategicznie położone wyspy Penghu były kilkakrotnie atakowane przez siły zmierzające do uderzenia na Tajwan (np. przez Zheng Chenggonga w 1661, podczas mandżurskiej operacji przeciw Zhengom w 1683, czy wojny chińsko-francuskiej). Po tej ostatniej wojnie wyspy zostały silnie umocnione przez gubernatora Liu Mingchuana i wyposażone w nowoczesną artylerię. 
Eskadra japońska (9 krążowników i 2 kanonierki), pod dowództwem adm. Sukeyuki Itō przybyła 20 marca, ale sztorm przeszkodził natychmiastowemu atakowi. Gdy pogoda się poprawiła, 23 marca okręty zbombardowały fort Gongbei (拱北砲台), uciszając jego działa po około godzinnej wymianie ognia, po czym wysadziły desant (1 000 żołnierzy), który starł się z kilkusetosobowym oddziałem chińskim i zajął wieś. Po trudnym nocnym marszu, o 4.00 rano następnego dnia, Japończycy uderzyli na główne forty Gongbei i Magong, przy (efektywnym jedynie psychologicznie) wsparciu lekkiej artylerii górskiej. Po półgodzinnym starciu opanowali pierwszy fort. Obróciwszy działa zdobytego fortu na nieprzyjaciela, spowodowali wybuch amunicji w jednym z fortów zachodnich.
Wyparłszy obrońców ze wsi, pod nieskutecznym ostrzałem z fortu na wyspie Yuweng (jap. Gio-oto), uderzyli na Magong. Atak na miasto okazał się łatwy, bo z 500-osobowego garnizonu, opór stawiło nie więcej niż 30 żołnierzy. O godz. 11.50 miasto i fort Magong były w rękach japońskich. Tego dnia został zajęty także drugi fort, opuszczony przez obrońców.
26 marca piechota morska zajęła opuszczone przez obrońców forty na wyspie Yuweng. Tego samego dnia japońscy oficerowie otrzymali list od dowódcy chińskiego, zawiadamiający o poddaniu fortów. Japończycy zajęli kluczowy archipelag, zdobywając przy okazji 18 dział, 2 663 karabiny, ponad milion sztuk amunicji karabinowej, wielkie zapasy prochu i żywności, praktycznie bez strat własnych. Wzięli też ok. 1 000 jeńców, reszta uciekła dżonkami z wysp. Niestety, epidemia cholery, która wybuchła tuż potem, kosztowała Japończyków ponad 1 500 ludzi zmarłych w ciągu kilku dni. 
Japońskie prawa do wysp potwierdził traktat z Shimonoseki.